# Riksväg 55
Der Riksväg 55 ist eine schwedische Fernverkehrsstraße in Uppsala län, in Södermanlands län und in Östergötlands län.

## Verlauf

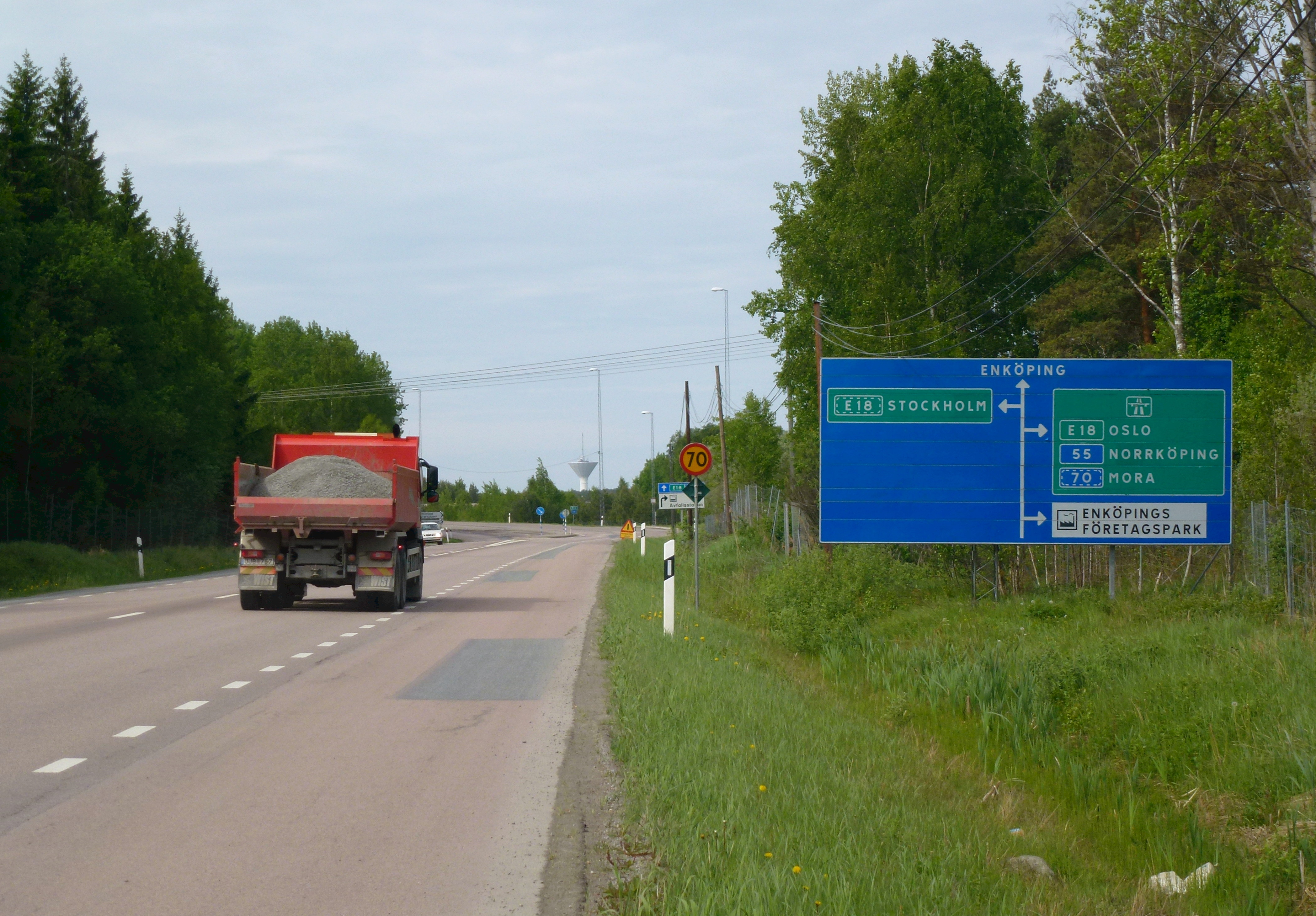
Anschlussstelle (trafikplats) R55/E18 bei Enköping

Die auch unter dem Namen Mälardiagonalen bekannte Straße führt von Uppsala über Enköping. Sie überquert den Mälarsee über die Hjulstabron, Märsön, Aspö/Tosterön und Strängnäsbron. Von Strängnäs an führt sie über Malmköping nach Flen, von dort an gemeinsam mit dem Riksväg 57 nach Katrineholm und von dort aus nach Süden gemeinsam mit dem Riksväg 56 nach Norrköping. Sie beginnt und endet damit am Europaväg 4 und kreuzt in ihrem Verlauf den Europaväg 18 und den Europaväg 20, mit denen sie jeweils einen kurzen Abschnitt gemeinsam verläuft.
Die Länge der Straße beträgt rund 208 km, davon 15 km gemeinsam mit dem Riksväg 57 und 47 km gemeinsam mit dem Riksväg 56.

## Geschichte
Die Straße trägt ihren derzeitigen Namen seit dem Jahr 1962.